# Vytautas Rastenis
Vytautas Rastenis (ur. 6 września 1952 w Basiškė) – litewski agronom i polityk, poseł na Sejm Republiki Litewskiej.

## Życiorys
W 1971 uzyskał dyplom w dziedzinie agronomii na politechnice w Antoleptach. Następnie w 1991 roku został agronomem w Litewskiej Akademii Rolniczej (ob. Uniwersytet Aleksandrasa Stulginskisa).
W latach 1975–1983 pracował jako główny agronom w Atžalynas. Następnie w latach 1983–1998 został kierownikiem, a potem dyrektorem (1992-1998) w zmechanizowanej jednostce ds. Usług rolno-chemicznych w rolnictwie w okręgu Święciona. Od 1992 dyrektor w prywatnej firmie Agrochemija w dzielnicy Święcian. Od 1998 do 2001 roku był dyrektorem Politechniki w Święcianach (obecnie Centrum Kształcenia Zawodowego w Święcianach). Od roku 2016 manager w prywatnej firmie Revaja.
W 2016 przyjął propozycję kandydowania do Sejmu z ramienia Litewskiego Związku Rolników i Zielonych. W wyborach w 2016 uzyskał mandat posła na Sejm Republiki Litewskiej.